# Crucibulum lignarium
Crucibulum lignarium är en snäckart som först beskrevs av William John Broderip 1834.  Crucibulum lignarium ingår i släktet Crucibulum och familjen toffelsnäckor. Inga underarter finns listade i Catalogue of Life.